# Non me lo posso permettere
Non me lo posso permettere è un singolo del rapper italiano Caparezza, pubblicato il 21 marzo 2014 come primo estratto dal sesto album in studio Museica.

## Descrizione
Il brano è stato ispirato dal dipinto Tre studi di Lucian Freud, un trittico del pittore irlandese Francis Bacon realizzato nel 1969.

## Video musicale
Il video mostra Caparezza in veste di giudice di un'asta, mentre espone alcune cose che non ci si può permettere nell'Italia attuale. La prima è raffigurata da un pane venduto all'asta come un oggetto di lusso e dalla pensionata che non se lo può permettere con la pensione che ha, la seconda da un ragazzo che non si può permettere di sostenere una relazione, la terza da una ragazza che non può permettersi le cure per suo padre ed infine l'operaio che non può ribellarsi al capo per paura di perdere il posto.
Verso la fine del video, la gente comune se la prende contro l'asta e come risposta Caparezza batte il martello per placare la folla.

## Tracce
1. Non me lo posso permettere – 3:46

## Formazione
- Caparezza – voce, arrangiamenti
- Alfredo Ferrero – chitarra, arrangiamenti
- Giovanni Astorino – basso, violoncello
- Gaetano Camporeale – tastiera, arrangiamenti
- Emanuele Petruzzella – pianoforte
- Rino Corrieri – batteria
- Pantaleo Gadaleta, Serena Soccoia – violini
- Fabio Losito – violino
- Francesco Capuano – viola
- Giuliano Teofrasto – tromba
- Angelantonio De Pinto – trombone
- Luigi Tridente – sassofono
- Giuseppe Smaldino – corno, bassotuba
- Floriana Casiero, Rossella Antonacci, Luigi Nardiello, Antonio Minervini, Simone Martorana, Valeria Quarto, Nicola Quarto – cori

## Classifiche
| Classifica (2014) | Posizione massima |
| ----------------- | ----------------- |
| Italia            | 32                |